# Miditerranean Pads
Miditerranean Pads — двадцать первый студийный альбом немецкого композитора и музыканта Клауса Шульце, вышедший в 1990 году и переизданный в 2005 году.

## Об альбоме
Miditerranean Pads первый из двух переизданий альбомов Шульце (второй — Dosburg Online), не содержащих бонус-треков, хотя первый трек на альбоме удлинён на две минуты. Состоит из трёх композиций, каждая из которых длится от 15 до 30 минут. Трек «Miditerranean Pads» сравнивается с ранними работами Гарольда Бадда, а закрывающая альбом «Percussion Planante» по мнению критиков ассоциируется скорее с Tangerine Dream.

## Список композиций

### Оригинальное издание
1. «Decent Changes» — 30:50
2. «Miditerranean Pads» — 14:12
3. «Percussion Planante» — 25:01

### Переиздание 2005 года
1. «Decent Changes» — 32:35
2. «Miditerranean Pads» — 14:12
3. «Percussion Planante» — 25:01